# Eli Kalodiki, Margariti, Karteri Kai Limni Prontani
Eli Kalodiki, Margariti, Karteri Kai Limni Prontani este o arie protejată (arie de protecție specială avifaunistică — SPA) din Grecia întinsă pe o suprafață de 1.798,3 ha, integral pe uscat.

## Localizare
Centrul sitului Eli Kalodiki, Margariti, Karteri Kai Limni Prontani este situat la coordonatele 39°18′38″N 20°27′28″E / 39.310581°N 20.457866°E.

## Înființare
Situl Eli Kalodiki, Margariti, Karteri Kai Limni Prontani a fost declarat arie de protecție specială avifaunistică în octombrie 2001 pentru a proteja 19 specii de animale.

## Biodiversitate
Situată în ecoregiunea mediteraneană, aria protejată nu include niciun habitat protejat.
La baza desemnării sitului se află mai multe specii protejate de  păsări (19): lăcar mare (Acrocephalus arundinaceus), pescăruș albastru (Alcedo atthis), rață sulițar (Anas acuta), rață mare (Anas platyrhynchos), stârc cenușiu (Ardea cinerea), șorecarul comun (Buteo buteo), bătăuș (Calidris pugnax), șerpar (Circaetus gallicus), erete vânăt (Circus cyaneus), lebădă de vară (Cygnus olor), vânturel de seară (Falco vespertinus), lișiță (Fulica atra), piciorong (Himantopus himantopus), rândunică (Hirundo rustica), sfrâncioc cu cap roșu (Lanius senator), stârc de noapte (Nycticorax nycticorax), Phalacrocorax carbo sinensis, turturică (Streptopelia turtur), silvie roșcată (Sylvia cantillans)
Pe lângă speciile protejate, pe teritoriul sitului au mai fost identificate 2 specii de păsări.